# Oxyopes quadrifasciatus
Oxyopes quadrifasciatus là một loài nhện trong họ Oxyopidae.
Loài này thuộc chi Oxyopes. Oxyopes quadrifasciatus được Ludwig Carl Christian Koch miêu tả năm 1878.